# Bucovina (formație)
Bucovina este o formație de folk metal din Iași, România, fondată în anul 2000.

## Componența formației
Membri actuali
- Florin „Crivăț” Țibu - chitară, vocal (2000 - prezent)
- Bogdan Luparu - chitară, vocal (2001 - prezent)
- Bogdan „Vifor” Mihu - percuție (2000 - prezent)
- Jorge Augusto Coan - chitară bas (2013 - prezent)

Foști membri
- Paolo Cito Caminha - chitară bas (2002 - 2006)
- Augustin Abiței - chitară bas (2002 - 2002)
- Tudor „Beks” Murariu - chitară bas (2006 - 2010)
- Manuel „Maanu” Giugula - clape (2008 - 2013)
- Vlad Ștefan Datcu - chitară bas (2010 - 2013)

## Discografie[3]
- 2006 - Ceasul Aducerii-aminte (Album de studio)

1. Valea Plângerii	01:58
2. Sunt Munți și Păduri	04:03
3. Luna Peste Vârfuri	04:36
4. Strașnic Neamul Meu	04:41
5. Țara De Dincolo De Vârfuri De Brad	04:24
6. Năpraznica Goană	04:29
7. Vinterdoden	        05:25
8. Bucovina, Inima Mea	03:25

- 2010 - Duh (Extended Play)

1. Vuiet de Negru Izvor	02:18
2. Duh	05:05
3. Straja	05:51
4. Mestecăniș	05:59
5. Bucovina, Inima Mea (Acoustic Reprise)	04:37

- 2013 - Day Follows Day, Night Follows Night (Single)

1. Day Follows Day, Night Follows Night	05:20

- 2013 - Sub Stele (Album de studio)

1. Spune tu, vânt 5:42
2. Sub Piatra Doamnei 4:09
3. Șoim în văzduh 6:54
4. Zi după zi, noapte de noapte 5:17
5. Luna preste vârfuri (remake) 4:58
6. Râul vremii 4:36
7. Day follows day, night follows night (bonus track) 5:22

- 2015 - Nestrămutat (Album de studio)

1. Încape-ntr-o vorbă (intro) 01:20
2. Dă-mi mâna, toamnă 04:52
3. Cărări în suflet 04:29
4. Ultima iarnă 04:39
5. Veacul ruinei 04:29
6. La apus 04:33
7. Sunt munți și păduri (bonus track) 04:31
8. Nestrămutați (outro) 02:40

- 2018 - Septentrion (Album de studio)[4]

1. Către Țara de Sus (intro) 01:02
2. Septentrion 04:39
3. Din negru (în mai negru) 05:30
4. Așteaptă-mă dincolo (de moarte) 06:19
5. Noaptea nimănui 05:43
6. Stele călauză 05:10
7. Făurar de vise 05:01
8. De cremene 06:14
9. Nestrămutați II (Chemare) 03:55
10. Vinterdoden (bonus track) 05:53

- 2022 - Suntem aici (Album de studio)

1. Intro 0:00
2. Vara toamnei 0:02
3. Tariile vazduhului 5:31
4. Valea Regelui 11:47
5. Ratacitorul 16:48
6. Suntem aici 21:36
7. Insomnii 28:08
8. Stahl kennt keinen Rost 31:43
9. Cu mandrie port al meu nume 37:24
10. Folc Hevi Blec 42:29
11. Napraznica goana (reprise bonus track) 47:44